# 黃泥涌峽軍事遺址

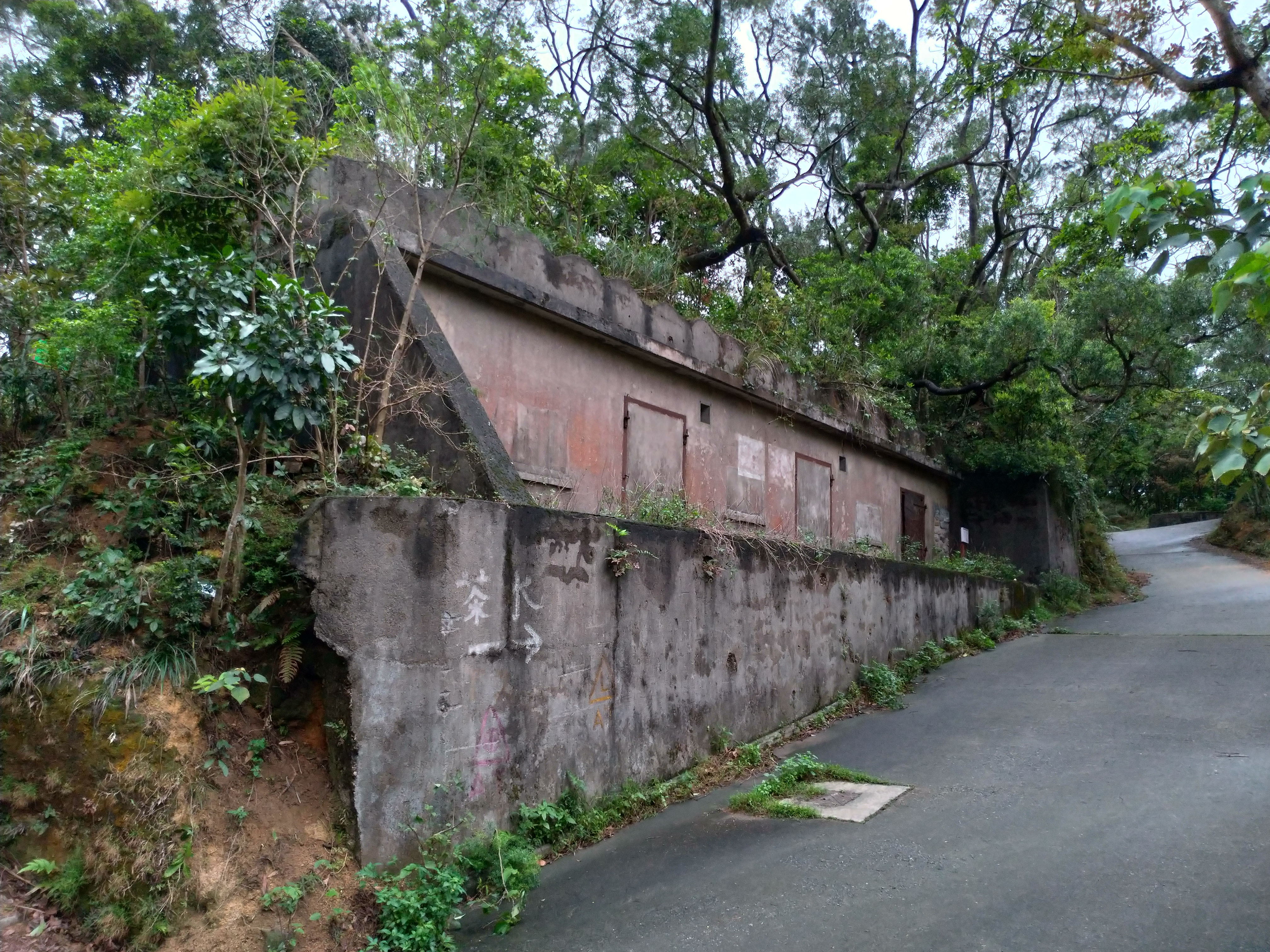
在渣甸山上的一處高射炮彈藥庫遺址

黃泥涌峽軍事遺址（英語：Wong Nai Chung Gap Military Site），位於香港島黃泥涌峽，因爲該山峽臨近黃泥涌峽道與淺水灣道、深水灣道、大潭水塘道及布力徑的交匯處，可在香港島的中央扼守南北交通的要道，故此成爲駐港英軍在1940年代初的防守重點。1941年12月8日日本發動太平洋戰爭當日入侵香港，觸發香港保衛戰，日軍在12月18日登陸香港島，隨後於12月19日猛攻黃泥涌峽，英軍和日軍在黃泥涌峽一帶爆發激戰，一天內便有超過一千名士兵在此處喪生，被認爲是香港保衛戰中最慘烈的一場攻防戰，英軍在黃泥涌峽失守後，導致香港島東部和西部的守軍陷入被日軍分割。戰後這處一帶仍保留了多個軍事遺跡，由於具有歷史意義，經考察及評估後，古物古蹟辦事處在2009年12月18日確定將西旅指揮部、高射炮台、機槍堡，以及在黃泥涌峽道馬路中央的聖約翰大戰紀念碑列入香港二級歷史建築。

## 黃泥涌峽徑
黃泥涌峽徑（英語：Wong Nai Chung Gap Trail），又稱黃泥涌峽軍事文物徑，位於渣甸山西南面的山腰，是一條將黃泥涌峽軍事遺址的主要建築連接起來的遊覽路徑，也是香港第一條軍事文物徑，全長約3公里，共分爲10站，當中一部分位於黃泥涌峽道旁，各站均設有展板介紹各遺址的歷史。

## 歷史建築

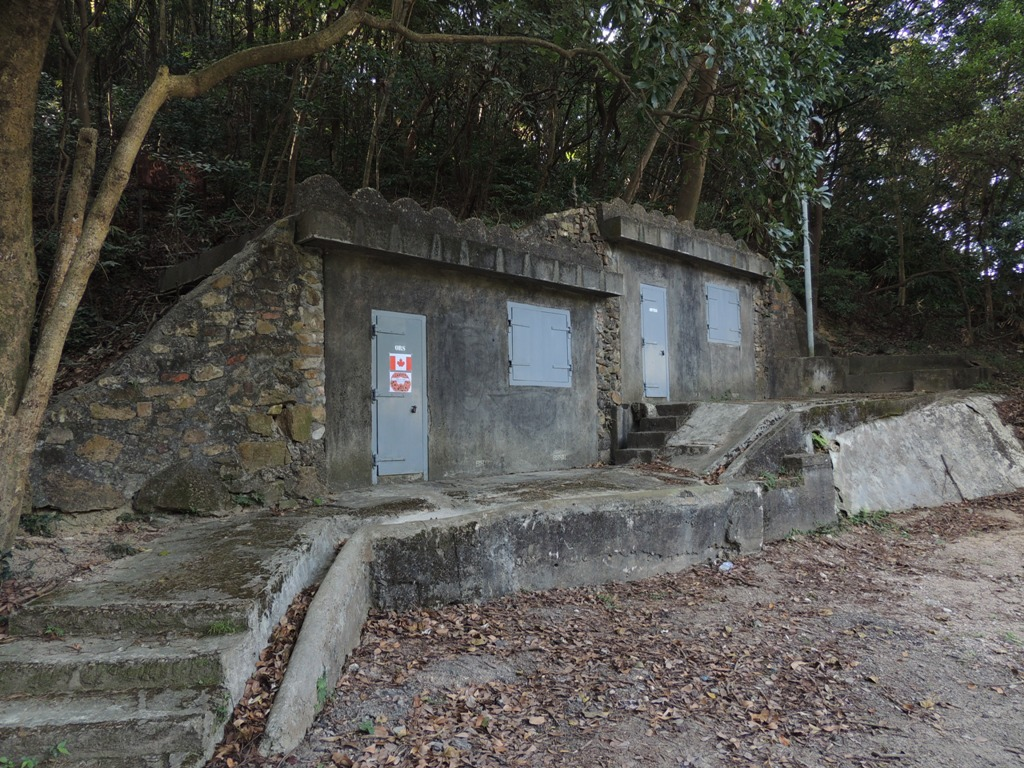
位於黃泥涌峽道旁的西旅指揮部於2009年獲正式列入香港二級歷史建築

西旅指揮部（英語：Western Brigade Headquarters）位於黃泥涌峽道旁的聶高信山山腰，是英軍在1930年代在香港島修建的軍事設施，作爲部隊的指揮部，並且建有供士兵駐扎的營房，當中有部分設施建於地面下，成爲地堡。1941年12月8日香港保衛戰爆發前，這處被用作「港島旅」指揮部，由派遣自加拿大陸軍的羅遜准將擔任指揮官，主要由包括溫尼伯榴彈兵團第1營在內的守軍駐守，12月13日英軍從九龍退守香港島後，香港島的防務被劃分爲「東旅」及「西旅」，「港島旅」成爲「西旅」並繼續由羅遜指揮。12月19日清晨，日軍深入黃泥涌峽，英軍和日軍爆發激烈戰鬥，雙方遭受嚴重傷亡，西旅指揮部遭到日軍多次圍攻，羅遜預期久守必失，於當日上午親自帶領守軍突圍，但步出地堡不遠處便遭到日軍的密集射擊，羅遜准將與一同嘗試突圍的多位守軍士兵陣亡，由於情景慘烈，故此這裏又名爲「羅遜地堡」，加拿大政府於2005年在西旅指揮部附近的黃泥涌峽道豎立紀念碑，紀念羅遜准將和溫尼伯榴彈兵團的成員。

## 爭議

### 在高射炮台設置儲物倉
黃泥涌峽在香港保衛戰中成爲主要戰場，留有多處軍事遺址，但和香港其他同類型遺跡一樣都受到保育不當及失修等問題困擾，其中黃泥涌峽高射炮台曾於2002年發現被加建了混凝土平台及被設置臨時辦公室，民政事務局回應稱這是臨時圍欄，不是平台，是用作水務署「重修港島及大嶼山集水道」工程計劃的儲物倉，在2003年2月已將臨時圍欄拆卸。

### 在機槍堡前建大型輸水管
2016年，黃泥涌峽徑第4站（JLO2）機槍堡的前方被發現鋪設了大型輸水管，並有混凝土築成的石躉將水管加固，不但被質疑嚴重影響軍事遺跡的景觀，有違保育歷史建築的原意，而且這座機槍堡在二戰時期是加拿大溫尼伯榴彈兵團和香港義勇防衛軍抵抗日軍侵略的戰地，當時有很多守軍士兵戰死，因此這裏不但是一個歷史遺跡，更是許多軍人生命終結之地，當局在軍事遺址的當眼處修築水管的做法，被批評是不尊重香港守軍的犧牲，有網民發起聯署要求將水管遷移。水務署在同年11月回覆，稱近日接獲古物古蹟辦事處的建議，與承建商探討後，計劃將此段水管改為暗喉，減少對碉堡及景觀的影響。